# Нуне Туманян
Нуне Туманян (на арменски: Նունե Թումանյան) е арменска скулпторка.

## Биография
Родена е на 23 октомври 1963 г. е Ереван, Армения. Завършва художествено училище, а след това и художествен колеж. През 1984 – 1985 г. Нуне Туманян следва в Художествената академия в Ленинград, департамент скулптура. Завършва магистратура в Художествено-театралния институт в Ереван (Академия за изящни изкуства). През 1995 – 2009 г. е доцент в Академията за изящни изкуства в Ереван. От 1996 г. е член на Съюза на художниците в Армения и ръководител на департамента за скулптура при Съюза от 2014 г. Нейните произведения участват в множество национални и международни изложби. Носителка е на международни награди, между които е награда от Биеналето в Равена, Италия през 1998 г. Носител е и на награда „Жени и изкуство: интерпретация на мира“, изложба провела се в Шарджа, Обединени арабски емирства през 2014 г.
Произведенията са ѝ част от частни и корпоративни колекции по целия свят, включително и в Националната галерия на Армения. Скулптурите ѝ са предимно от бронз, но работи също така и с дърво, стъкло и камък. Творбите ѝ изразяват безкрайно богатият духовен свят на човека – свят без мир и спокойствие, в постоянно движение, конфликти, пълен с изкушения, съмнения и чувство за неудовлетвореност. Всички произведения са резултат от сложен творчески процес, който води до ясно изразено решение характерно за собствената си артистична индивидуалност.

## Изложби
Творбите на Нуне Туманян са участвали в множество изложби в Националната галерия на Армения, Съюза на художниците в Армения, Резиденцията на ООН в Армения, Ленинград, Италия и Обединените арабски емирства.

## Галерия
- Самостоятелна изложба на Нуне Туманян в Съюза на художниците в Армения, 2013 г.
- Овсана, дъщерята на Нуне Туманян пред една от нейните скулптури
- Самостоятелна изложба на Нуне Туманян в Съюза на художниците в Армения, 2013 г.
- Скулптурата „Семейство“